# George Moussan
George Moussan, född 8 november 1989, är en svensk före detta fotbollsmålvakt.

## Klubbkarriär
Moussan började spela fotboll i Valsta Syrianska IK som åttaåring. Som 16-åring gick han över till Hammarby IF. Moussan flyttades upp i A-laget från juniorlaget inför säsongen 2007. Den 1 oktober 2007 gjorde Moussan allsvenskan borta mot IFK Göteborg, då han kom in i andra halvlek efter en skada på Erland Hellström. Hans debut hemma på Söderstadion kom den 8 oktober 2007 mot Helsingborgs IF.
I början av säsongen 2009 lånades Moussan ut till Carlstad United BK. I mars 2011 lånades han ut till Nyköpings BIS.
Inför säsongen 2016 gjorde Moussan comeback i division 4-klubben FC Arlanda.

## Landslagskarriär
Den 20 juli 2006 debuterade Moussan och spelade sin enda landskamp för Sveriges U17-landslag i en 3–1-vinst över Vitryssland. Den 23 augusti 2007 spelade han även en landskamp för U19-landslaget; en match som slutade med en 5–1-vinst över Belgien.
I mars 2009 blev Moussan kallad till Syriens landslag för en match mot Qatar, dock utan att få någon speltid.[källa behövs]